# 19. Arrondissement (Paris)

Logo der mairie des 19. Arrondissements

Das 19. Pariser Arrondissement, das Arrondissement des Buttes-Chaumont, ist das nordöstlichste der 20 Pariser Arrondissements. Es wurde 1860 gegründet und besteht aus folgenden Orten: der früheren Gemeinde La Villette, Teilen von Aubervilliers und Pantin sowie Teilen der ehemaligen Gemeinde Belleville.

## Geographische Lage
Das 19. Arrondissement liegt Rive Droite. Sein südöstlicher Teil liegt auf einer Anhöhe (Butte Chaumont), die nach Nordwesten zum Canal de l’Ourcq abfällt. Im Norden grenzt es an die Gemeinde Aubervilliers, im Osten an Pantin und Le Pré-Saint-Gervais, im Süden an das 20. und im Westen an das 18. und 10. Arrondissement.

## Viertel im 19. Arrondissement
Das Arrondissement besteht aus den folgenden vier Stadtvierteln:
- Quartier de la Villette
- Quartier du Pont de Flandre
- Quartier d’Amérique
- Quartier du Combat

Nach der offiziellen Zählung der Pariser Stadtviertel handelt es sich dabei um die Quartiers 73 bis 76.

## Rathaus

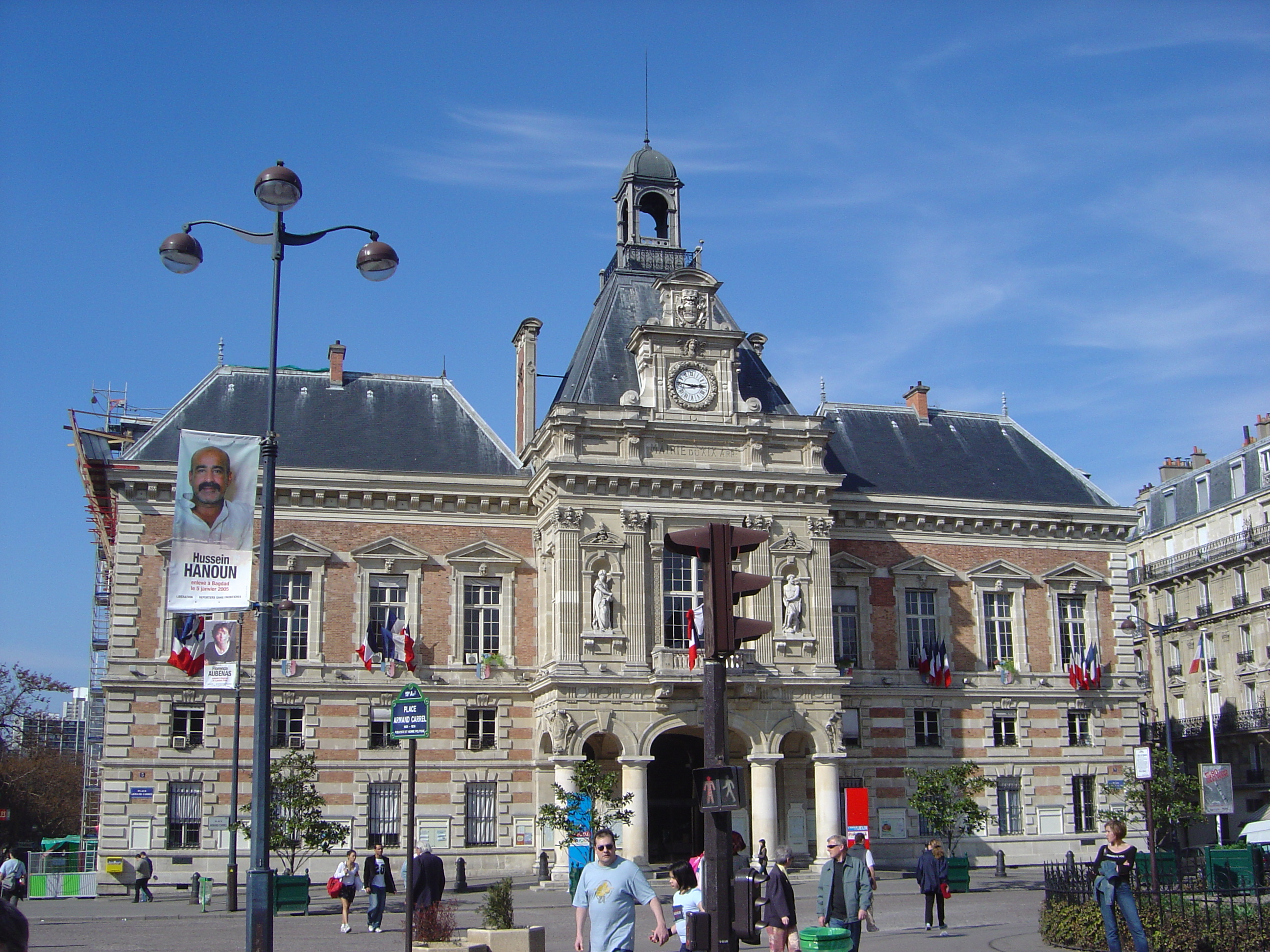
Rathaus des 19. Arrondissement, gegenüber des Parc des Buttes-Chaumont

Das Rathaus des 19. Arrondissements befindet sich in der 5–7 Place Armand Carrel. Der Bau wurde 1869 vom Architekten Gabriel Davioud errichtet.

### Bürgermeister
Bürgermeister ist seit 2013 François Dagnaud, Mitglied der sozialistischen Partei (PS), der seinem 1995 bis 2013 regierenden Parteifreund Roger Madec im Amt folgte.

## Infrastruktur

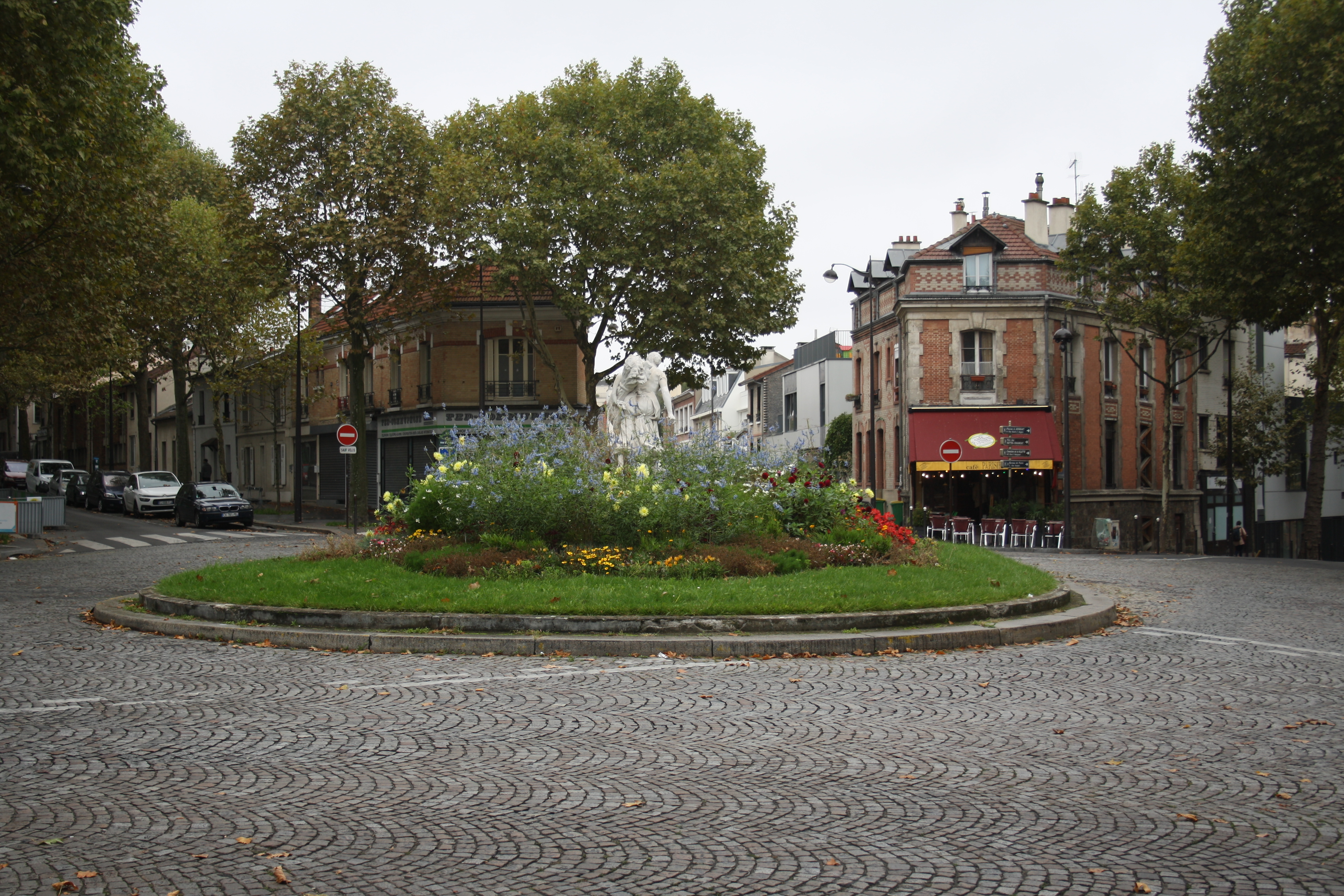
Place de Rhin et Danube im Quartier d’Amérique

Die beiden wichtigsten Straßen des Arrondissements sind die Avenue de Flandre und die Avenue Jean-Jaurès, beide reichen bis zur Place de la Bataille-de-Stalingrad.
Das 19. Arrondissement wird durchquert von den Kanälen Canal Saint-Denis und Canal de l’Ourcq, die südlich des Parc de la Villette in das Bassin de la Villette münden, welches mit dem Canal Saint-Martin (10. Arrondissement) verbunden ist.

## Einrichtungen
- Krankenhaus Hôpital Robert-Debré
- Archives de Paris
- Lycée Henri-Bergson
- das Kulturzentrum Centquatre, früher städtisches Bestattungsunternehmen, 104 Rue d’Aubervilliers

## Grünflächen
Es gibt zwei große Parks im Arrondissement: Den modernen, 1986 eröffneten Parc de la Villette und den pittoresken Parc des Buttes-Chaumont, konzipiert 1867 von Jean-Charles Alphand.

## Sehenswürdigkeiten

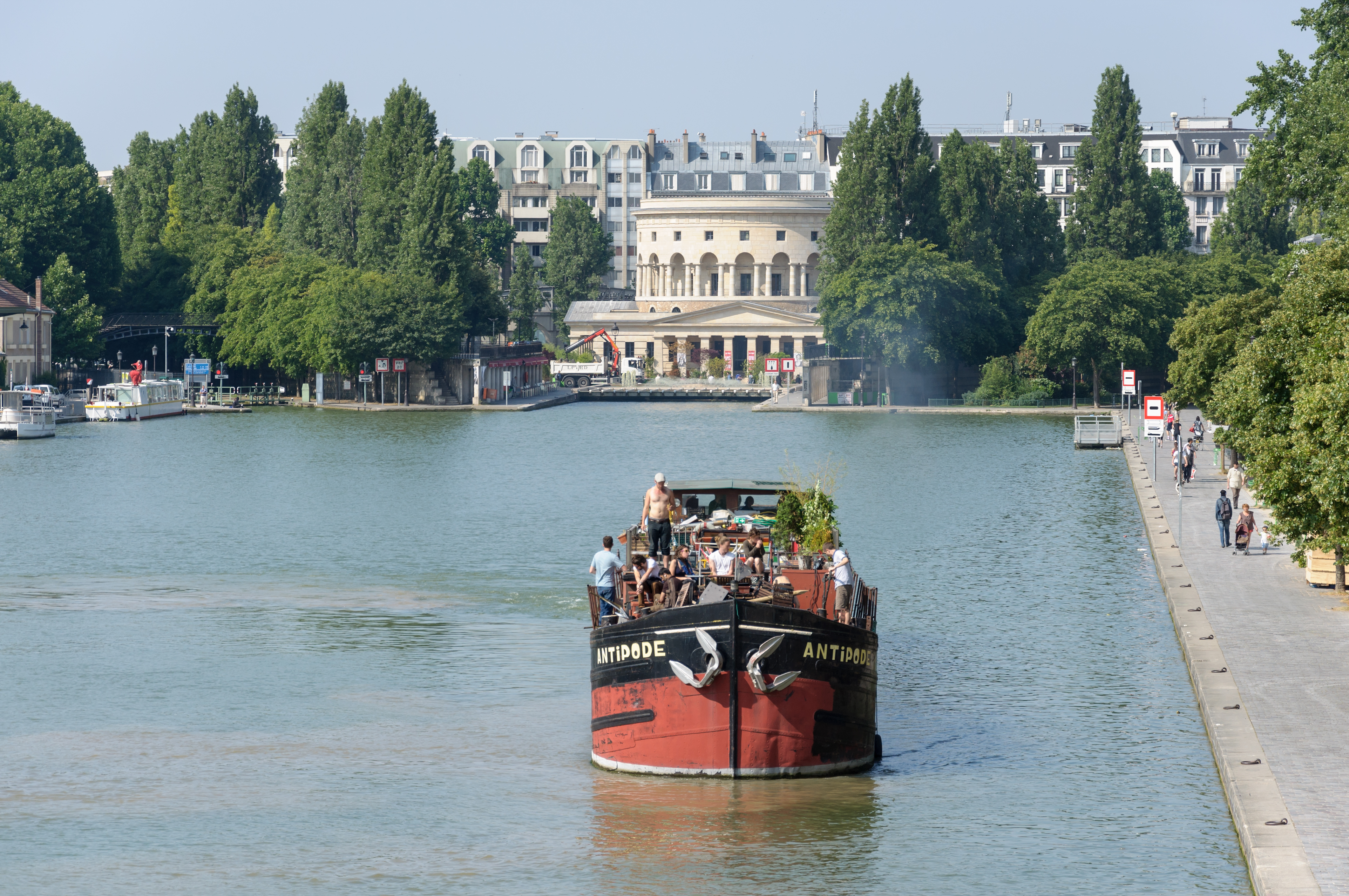
Bassin de la Villette und Rotonde de la Villette

- Das Bassin de la Villette, größtes künstliches Gewässer von Paris
- Die Rotonde de la Villette, Zollstation (barrière d’octroi) von 1788 auf der Place de la Bataille-de-Stalingrad
- Der Parc des Buttes-Chaumont, eröffnet 1867
- Der Pont levant de la rue de Crimée, die letzte Hubbrücke der Stadt im Verlauf der Rue de Crimée über den Canal de l’Ourcq, 1885 von dem Ingenieur Edmond Humblot errichtet[1]
- Der Parc de la Villette, darin (mit Eröffnungsdaten):[2]
  - Zénith, Zeltbau für Pop-Konzerte, Januar 1984
  - Grande halle de la Villette, alter Schlachthof, erbaut 1867. Veranstaltungshalle seit Januar 1985
  - Géode, ein kugelförmiges IMAX-Kino, Mai 1985
  - Cité des sciences et de l’industrie, März 1986
  - Conservatoire national supérieur de musique et de danse de Paris, Dezember 1990
  - Cité de la musique, Konzerthaus, Januar 1995